# Caroline Glorion
Caroline Glorion est une journaliste, documentariste, réalisatrice et écrivain français.

## Biographie
Caroline Glorion, née en 1954 à Paris, a été grand reporter, notamment pour les magazines Résistances et Envoyé Spécial, puis responsable éditoriale du Téléthon sur France 2. 
Elle est ensuite réalisatrice de nombreux documentaires pour Canal Plus, France 2 et France 5. 
Elle est aussi scénariste et réalisatrice.

## Filmographie

### Documentaires
- Joseph Wrésinski, 50 ans de combat contre la Misère[4] (Compagnie des Phares et Balises)
- Le Voyage d’Arabesque de Jane Birkin (VLR Production)[5]
- Lady Jane  (France 2)
- Familles, je vous aime (17 Juin Production)
- En finir avec la vieillesse maltraitée (17 Juin Production) (Prix du film médical d’Amiens)
- Pas si fou que ça (17 juin Production) Premier prix du Festival international du film de psychiatrie à Lorquin – Prix du meilleur film de Télévision du Téléfilm d’Amiens
- L’aventure d’une découverte (MFP) (Prix Aventure du festival Paris Sciences)[6]
- Chirurgiens, la vie au bout des doigts (17 Juin Production)
- L’amour à tous les étages (avec Jean Louis Saporito/Point du Jour)
- Les aventuriers du cœur (avec Isabelle Giordano et Alain Lasfargues/ Cinétévé)
- Les fondus du Grand bleu (avec Isabelle Giordano et Laurent Beccaria/ Avidia)
- Une gare (Point du Jour)

### Cinéma
- Comme une louve (Sensito Films  / Grains de Sel Productions)[7],[8],[9]
- En fanfare Co-scenariste avec David André (Haut et Court)
- Boxes de Jane Birkin (Les films de la Croisade) Assistanat. Réalisation du Making of. 2007
- Folle embellie de Dominique Cabrera (les Films de la Croisade) Assistanat. 2002

### Télévision
- Joseph l'insoumis[10].  Réalisatrice et co-scénariste avec Philippe Dussau et Colo Tavernier-O’Hagan  (Les Films de la Croisade)  Avec Jacques Weber, Anouk Grinberg, Laurence Côte, Patrick Descamps . Tourné à Bègles[11],[12]. Diffusé sur France 3 - 2012. (Prix du public et Grand prix du Festival de la création audiovisuelle de Luchon)[13],[14],[15]

## Œuvres littéraires
- Geneviève de Gaulle-Anthonioz, 1998, Plon
- Écoutez-nous !, 2006, Plon[16]
- Paroles d’israélienne, Plon
- Non à la Misère : Joseph Wresinski, 2008, Actes Sud Junior
- Non à la violence carcérale, Gabriel Mouesca, 2010
- La Course folle, 2010, Les Arènes
- Joseph l'insoumis, 2011

### En collaboration
- Tsvia Wald, Israël, conquête et impuissance, Plon
- Comment survivre à sa propre famille, Seuil, 2006
- Axel Kahn, L'ultime liberté, 2010, Plon[17]
- Je suis à l’Est !, Plon, 2013[18]
- Mon corps m'appartient, Plon, 2014
- J’aurais aimé être un rebelle, avec Jacques Weber, Presses de la Renaissance , 2014